# Matelea filipes
Matelea filipes là một loài thực vật có hoa trong họ La bố ma. Loài này được W.D. Stevens & Monterrosa mô tả khoa học đầu tiên năm 2005.